# Biblioteka Poezji i Prozy

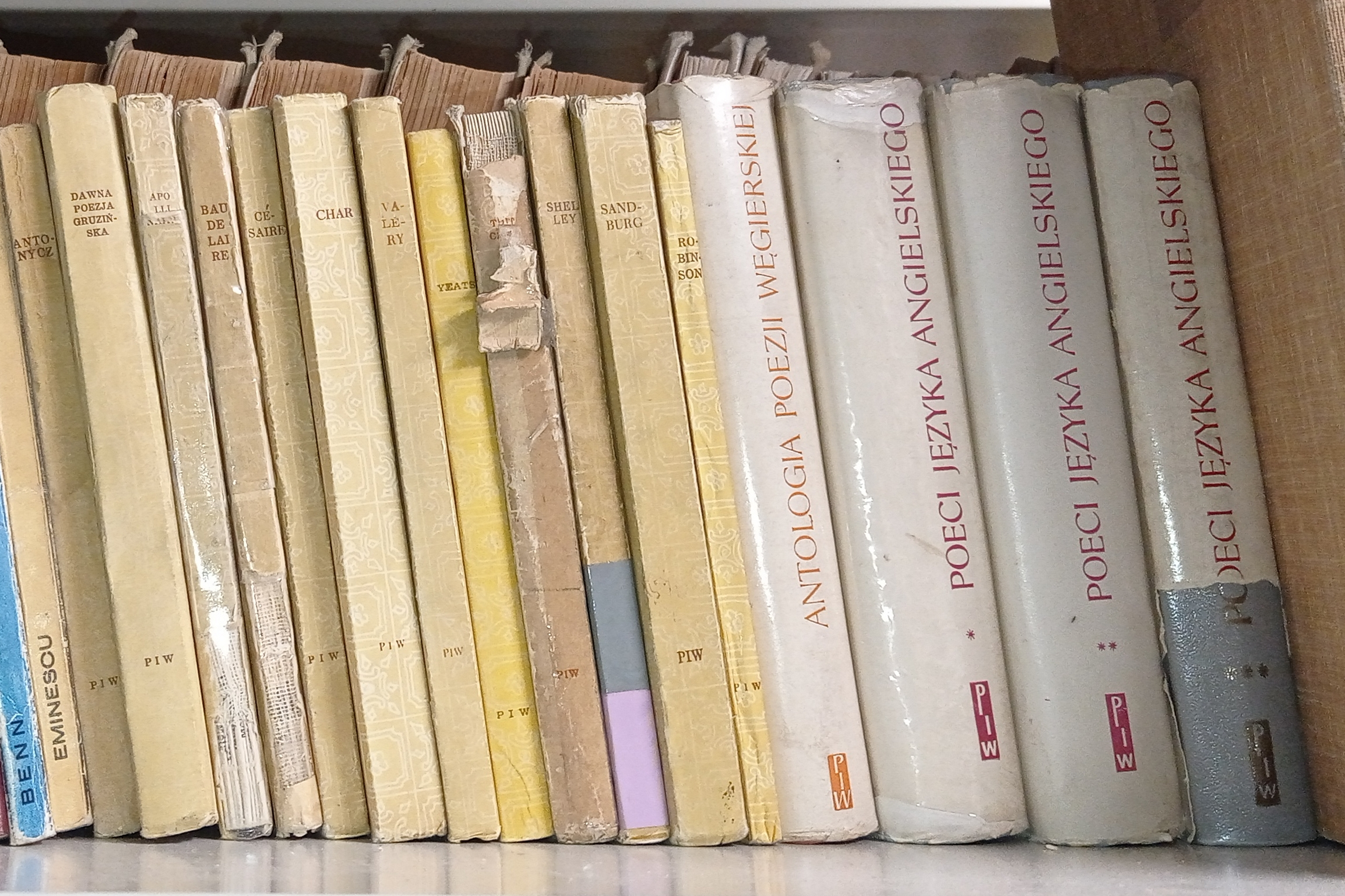
Książki z serii Biblioteka Poetów oraz Biblioteka Poezji i Prozy

Biblioteka Poezji i Prozy – seria wydawnicza wydawana przez Państwowy Instytut Wydawniczy w Warszawie od 1959 roku. Zamyślona jako skarbnica dzieł klasycznych, obejmuje utwory kanonicznych pisarzy polskich oraz obcych opatrzone obszernymi wstępami krytycznymi, komentarzami i wskazówkami bibliograficznymi. 
Charakterystyczna jest szata edytorska serii: tomy  w twardej oprawie i białych obwolutach z niewielkim owalnym portretem autora w centrum, często dla zwartości drukowane na papierze biblijnym.
Seria jest do dziś ceniona przez odbiorców i znalazła trwałe miejsce w księgarstwie polskim. Porównywalna z francuską Bibliothèque de Pléiade wydawnictwa Gallimard i z American Library, udostępniła polskiemu czytelnikowi rzadkie kolekcje epistolograficzne (np. zbiory listów Henryka Sienkiewicza czy Zygmunta Krasińskiego), antologie (m.in. Zbiór poetów polskich XIX wieku, Poeci języka angielskiego, Arcydzieła francuskiego średniowiecza) i często – o ile to możliwe – jednotomowe wersje całkowite tekstów.

## Wydane w serii
- Antologia poezji rumuńskiej, 1989, stron 695, [1]: err.; 22 cm.
- Antologia poezji węgierskiej / wybór i układ: István Csapláros, Gracja Kerényi, Andrzej Sieroszewski; red. poetycka: Mieczysław Jastrun; Warszawa, 1975, stron 557, [2]; 18 cm.
- Apollinaire, Guillaume (1880-1918): Wybór pism / Guillaume Apollinaire; wybrał, wstępem i notami opatrzył Adam Ważyk; Warszawa, 1980, stron  1077, [3] ; 19 cm.
- Arcydzieła francuskiego średniowiecza / przeł. Tadeusz Żeleński (Boy), Anna Tatarkiewicz; wybór Macieja Żurowskiego; wstępy i przypisy Zygmunta Czernego; [pod red. naukową Zygmunta Czernego]; Warszawa, 1968, stron 781 ; 18 cm.
- Asnyk, Adam: Poezje; (Asnyk Adam), 1974, stron 776.
- Byron, George Gordon (1788-1824): Wiersze, poematy; Wędrówki Czajld Harolda /George Gordon Lord Byron; [wybór, przedm., red. i przypisy: Juliusz Żuławski]; przeł. Jan Kasprowicz, Adam Mickiewicz, Antoni Edward Odyniec i in., 1986, stron 774, [2]; 18 cm.
- Byron, George Gordon Byron (1788-1824): Dramaty: Manfred; Marino Faliero; Sardanapal; Dwaj Foskarowie; Kain; Niebo i ziemia; Niekształtny przekształcony / Byron; [wybór, przedm., red. i przypisy: Juliusz Żuławski]; przeł. Feliks Jezierski [et al.], 1986, stron 768, [3]; 18 cm.
- Byron, George Gordon Byron (1788-1824): Don Juan / Byron; [wybór, przedm., red. i przypisy: Juliusz Żuławski]; przeł. Edward Porębowicz, Warszawa, 1986, stron 648, [3]; 18 cm.
- Dramat elżbietański. T. 1 / wyboru dokonała Irena Lasoniowa; przedm. opatrzyła Anna Staniewska; przeł. Krystyna Berwińska [et al.], Warszawa, 1989, stron 869, [2]; 22 cm.
- Dramat elżbietański. T. 2 / wyboru dokonała Irena Lasoniowa; przedm. opatrzyła Anna Staniewska; przeł. Krystyna Berwińska [et al.], 1989, stron 1014, [2]; 22 cm.
- Johann Wolfgang Goethe (1749-1832),Współwinni; Götz von Berlichingen; Prometeusz; Egmont; Clavigo; Stella /; wyboru dokonał Stefan Lichański; [wstępem opatrzył i przypisy oprac. Tadeusz Namowicz], 1984, stron 449, [3]; 22 cm.
- Goethe, Johann Wolfgang von (1749-1832): Faust; Część 1 i 2 / Goethe; przełożył Feliks Konopka; Wydanie 2, Warszawa, 1968, stron 725 ; 18 cm.
- Goethe, Johann Wolfgang von (1749-1832): Rodzeństwo; Prozerpina; Elpenor; Ifigenia w Taurydzie; Torquatto Tasso; Nieślubna córka; Pandora / Johann Wolfgang Goethe; wyboru dokonał Stefan Lichański; [wstępem opatrzył i przypisy oprac. Tadeusz Namowicz], Warszawa, 1984, stron 389, [3]; 22 cm.
- Górnicki, Łukasz (1527-1603): Pisma. T. 1 / Łukasz Górnicki; oprac.Roman Pollak; Warszawa, 1961, stron  526, [2]; 18 cm.
- Górnicki, Łukasz (1527-1603): Pisma. T. 2 / Łukasz Górnicki; oprac. Roman Pollak; Warszawa, 1961, stron  730, [2]; 18 cm.
- Kochanowski, Jan (1530-1584): Dzieła polskie / Jan Kochanowski; oprac. Julian Krzyżanowski; Wyd. 7, Warszawa, 1972, stron  989; 18 cm.
- Krasicki, Ignacy (1735-1801): Pisma poetyckie. T. 1 / Ignacy Krasicki; oprac. Zbigniew Goliński; Warszawa, 1976, stron 687, [1]; 18 cm.
- Krasicki, Ignacy (1735-1801): Pisma poetyckie. T. 2 / Ignacy Krasicki; oprac. Zbigniew Goliński; Warszawa, 1976, stron 643, [1] ; 18 cm.
- Krasiński, Zygmunt (1812-1859): Listy do różnych adresatów. T. 1 / Krasiński; zebrał, oprac. i wstępem poprzedził Zbigniew Sudolski; Warszawa, 1991, stron 626, [2] ; 19 cm.
- Krasiński, Zygmunt (1812-1859): Listy do różnych adresatów. T. 2 / Krasiński; zebrał, oprac. i wstępem poprzedził Zbigniew Sudolski; Warszawa, 1991, stron 687, [1] ; 19 cm.
- Krasiński, Zygmunt (1812-1859):Listy do plenipotenta i oficjalistów, Krasiński, Zygmunt; zebrał, oprac. i wstępem poprzedził Zbigniew Sudolski, 1994, stron 728, [2]; 19 cm.
- Krasiński, Zygmunt (1812-1859): Listy do Henryka Reeve, T. 1 / Krasiński; tł. Aleksandry Olędzkiej-Frybesowej; opracował, wstępem, kroniką i notami opatrzył Paweł Hertz; Warszawa, 1980, stron 737, [2], [1] tabl.: err.; 19 cm.
- Krasiński, Zygmunt (1812-1859): Listy do Henryka Reeve, T. 2 / Krasiński; tł. Aleksandry Olędzkiej-Frybesowej; opracował, wstępem, kroniką i notami opatrzył Paweł Hertz; Warszawa, 1980, stron 727, [1], [1] tabl.; 19 cm.
- Krasiński, Zygmunt (1812-1859): Listy do Augusta Cieszkowskiego, Edwarda Jaroszyńskiego, Bronisława Trentowskiego. T. 1 / Krasiński; opracował i wstępem poprzedził Zbigniew Sudolski; Warszawa, 1988, stron  847, [1], [1] k. tabl.; 19 cm.
- Krasiński, Zygmunt (1812-1859): Listy do Augusta Cieszkowskiego, Edwarda Jaroszyńskiego, Bronisława Trentowskiego. T. 2 / Krasiński; oprac. i wstępem poprzedził Zbigniew Sudolski; Warszawa, 1988, stron  557, [3], [1] k. tabl.: err.; 19 cm.
- Krasiński, Zygmunt (1812-1859): Listy do Stanisława Małachowskiego / Krasiński; oprac. i wstępem poprzedził Zbigniew Sudolski; Warszawa, 1979, stron  539, [1]; 18 cm.
- Krasiński, Zygmunt (1812-1859): Listy do ojca / Krasiński; oprac. i wstępem poprzedził Stanisław Pigoń; Warszawa, 1963, stron 353, [3], [1] k. tabl.; 18 cm.
- Krasiński, Zygmunt (1812-1859): Listy do Adama Sołtana / Krasiński; oprac. i wstępem poprzedził Zbigniew Sudolski; Warszawa, 1970. stron 849, [2], [1] k. tabl.; 18 cm.
- Krasiński, Zygmunt (1812-1859): Listy do Koźmianów /Krasiński; oprac. i wstępem poprzedził Zbigniew Sudolski; Warszawa, 1977, stron 805, [2], [3] k. tabl., 18 cm.
- Krasiński, Zygmunt (1812-1859): Dzieła literackie. T. 1 / Zygmunt Krasiński; wybrał, notami i uwagami opatrzył Paweł Hertz; Warszawa, 1973, stron 799, [1]; 18 cm.
- Krasiński, Zygmunt (1812-1859): Dzieła literackie. T. 2 / Zygmunt Krasiński; wybrał, notami i uwagami opatrzył Paweł Hertz; Warszawa, 1973, stron 778, [2]; 18 cm.
- Krasiński, Zygmunt (1812-1859): Dzieła literackie. T. 3 / Zygmunt Krasiński; wybrał, notami i uwagami opatrzył Paweł Hertz; Warszawa, 1973, stron  798, [2] ; 18 cm.
- Krasiński, Zygmunt (1812-1859): Listy do Konstantego Gaszyńskiego / Krasiński; oprac. i wstępem poprzedził Zbigniew Sudolski; Warszawa, 1971, stron 685, [2], [1] k. tabl.; 18 cm.
- Lenartowicz, Teofil (1822-1893): Poezje: wybór / Teofil Lenartowicz; wybrał i opracował Jan Nowakowski; Warszawa, 1968, stron 1105, [2] : err.; 18 cm.
- Machiavelli, Niccolò (1469-1527): Wybór pism / Niccolo Machiavelli; wybór opracował Krzysztof Żaboklicki; wstępem opatrzył Jan Malarczyk; przełożyli Jadwiga Gałuszka et al.; Warszawa, 1972, stron  1193, [7]; 19 cm.
- Mała muza od Reja do Leca: antologia epigramatyki polskiej / wybór i opracowanie Alina Siomkajło; Warszawa, 1986, stron 1047; 21 cm.
- Milton, John (1608-1674): Raj utracony / John Milton; przełożył Maciej Słomczyński; Warszawa, 1974, stron 414; 18 cm.
- Montaigne, Michel de (1533-1592): Próby. K 1 / Michel de Montaigne; przełożył Tadeusz Żeleński (Boy); opracował, wstępem i komentarzami opatrzył Zbigniew Gierczyński; [cytaty łaciny i greckiego przełożył Tadeusz Sinko i Edmund Cięglewicz, Wydanie  2, Warszawa, 1985, stron 444, [3]; 22 cm.
- Montaigne, Michel de (1533-1592): Próby. K 2 / Michel de Montaigne; przełożył Tadeusz Żeleński (Boy); opracował, wstępem i komentarzami opatrzył Zbigniew Gierczyński; [cytaty łaciny i greckiego przełożył Tadeusz Sinko i Edmund Cięglewicz], Wydanie 2, Warszawa, 1985, stron  457, [3] ; 22 cm.
- Montaigne, Michel de (1533-1592): Próby. K 3 / Michel de Montaigne; przełożył Tadeusz Żeleński (Boy); opracował, wstępem i komentarzami opatrzył Zbigniew Gierczyński; [cytaty łaciny i greckiego przełożył Tadeusz Sinko i Edmund Cięglewicz], Wydanie 2, Warszawa, 1985, stron  344, [4]; 22 cm.
- Morsztyn, Jan Andrzej (1621-1693): Utwory zebrane / Jan Andrzej Morsztyn; oprac. Leszek Kukulski; Warszawa, 1971, stron XXXVII, [2], 1087, [1]; 18 cm.
- Norwid, Cyprian Kamil (1821-1883): Wiersze: tekst / Cyprian Norwid; opracowanie i komentarz krytyczny J.W.Gomulicki, [red. Marian Bizan]; Warszawa, 1966, stron  XCIV, 995 ; 18 cm.
- Norwid, Cyprian Kamil (1821-1883): Wiersze: dodatek krytyczny / Cyprian Norwid; opracowanie i komentarz krytyczny J.W.Gomulicki, [red. Marian Bizan]; Warszawa, 1966, stron  1087 : err.; 18 cm.
- Poeci języka angielskiego. T. 1 / wybór i oprac.: Henryk Krzeczkowski, Jerzy  Sito, Juliusz Żuławski; Warszawa, 1969 stron 956, [2] : err.; 18 cm.
- Poeci języka angielskiego. T. 2 / wybór i oprac.: Henryk Krzeczkowski, Jerzy  Sito, Juliusz Żuławski; Warszawa, 1971, stron 785, [1] ; 18 cm.
- Poeci języka angielskiego. T. 3 / wybór i oprac.: Henryk Krzeczkowski, Jerzy  Sito, Juliusz Żuławski; Warszawa, 1974, stron 543, [1] ; 18 cm.
- Poeci polscy od średniowiecza do baroku / opracowała Kazimiera Żukowska; Warszawa, 1977, stron 917, [2] ; 18 cm.
- Poeci polskiego baroku. T. 1 / opracowała Jadwiga Sokołowska, Kazimiera Żukowska.; Warszawa, 1965, stron 1047, [1]; 18 cm.
- Poeci polskiego baroku. T. 2 / opracowała Jadwiga Sokołowska, Kazimiera Żukowska; Warszawa, 1965, stron 1077, [1] : err.; 18 cm.
- Poeci renesansu: antologia / opracowała Jadwiga Sokołowska; Warszawa, 1959, stron 522, [1] ; 18 cm.
- Krasiński, Zygmunt (1812-1859): Listy do Jerzego Lubomirskiego / Krasiński; oprac. i wstępem poprzedził Zbigniew Sudolski; Warszawa, 1965, stron 797, [7]  tabl.; 19 cm.
- Potocki, Wacław (1621-1696): Transakcja "Wojny chocimskiej" i inne utwory z lat 1669-1680 / Wacław Potocki; słowem wstępnym poprzedziła Barbara Otwinowska; Warszawa, 1987, stron 702; 21 cm.
- Potocki, Wacław (1621-1696): Ogród nie plewiony i inne utwory z lat 1677-1695 / Wacław Potocki; Warszawa, 1987, stron 731; 21 cm.
- Potocki, Wacław (1621-1696): Moralia i inne utwory z lat 1688-1696 / Wacław Potocki; Warszawa, 1987, stron 700; 21 cm.
- Puškin, Aleksandr Sergeevič (1799-1837): Wiersze / Aleksander Puszkin; [wybrał, wstępem i przypisami opatrzył Marian Toporowski]; Warszawa, 1967, stron 590, [2] : err.; 18 cm.
- Puškin, Aleksandr Sergeevič (1799-1837): Poematy i baśnie; Eugeniusz Oniegin / Aleksander Puszkin; wybrał, wstępem i przypisami opatrzył Marian Toporowski; Warszawa, 1967. stron 703, [4]; 18 cm.
- Puškin, Aleksandr Sergeevič (1799-1837): Utwory dramatyczne; Opowieści / Aleksander Puszkin; wybrał, wstępem i przypisami opatrzył Marian Toporowski; Warszawa, 1967. stron 779, [6]; 18 cm.
- Shakespeare, William (1564-1616): Komedie / William Szekspir; przeł. Stanisław Koźmian, Józef Paszkowski, Leon Urlich; Wyd.4, Warszawa, 1980, stron 954; 19 cm.
- Shakespeare, William (1564-1616): Komedie / William Szekspir; przeł. Stanisław Koźmian, Leon Ulrich; [wstęp Róża Jabłkowska], Wyd.4, Warszawa  1980, stron 1079; 19 cm.
- Shakespeare, William (1564-1616): Kroniki / William Szekspir; przeł. Stanisław Koźmian, Leon Ulrich; [wstęp Róża Jabłkowska]; Wyd.4, Warszawa, 1981, stron 1453; 19 cm.
- Shakespeare, William (1564-1616): Tragedie / William Szekspir; przeł. Józef Paszkowski, Leon Ulrich; Wyd. 4. Warszawa, 1980, stron  1255, [4] ; 19 cm.
- Sienkiewicz, Henryk (1846-1916): Listy. T. 3, cz.1, (Józef Jankowski - Wincenty Lutosławski) / Henryk Sienkiewicz; listy oprac., wstępem i przypisami opatrzyła Maria Bokszczanin; Warszawa, 2007, stron  594, [1], [96]  tabl., [1] k. tabl.; 19 cm.
- Sienkiewicz, Henryk (1846-1916): Listy. T. 3, cz. 2, (Bolesław Ładnowski - Margerita Poradowska) / Henryk Sienkiewicz; listy oprac., wstępem i przypisami opatrzyła Maria Bokszczanin; Warszawa, 2007, stron 506, [1], [96]  tabl., [1] k. tabl.; 19 cm.
- Sienkiewicz, Henryk (1846-1916): Listy. T. 3, cz. 3, (Karol Potkański - Artur Sienkiewicz) / Henryk Sienkiewicz; listy oprac., wstępem i przypisami opatrzyła Maria Bokszczanin; Warszawa, 2007, stron 682, [1], [56]  tabl., [1] k. tabl.; 19 cm.
- Sienkiewicz, Henryk (1846-1916): Listy. T. 1, cz. 1, (Marian Albiński - Cyprian Godebski) / Henryk Sienkiewicz; wstęp i biogramy adresatów napisał Julian Krzyżanowski; listy oprac. i opatrzyła przypisami Maria Bokszczanin; 1977, stron  473, [2], [90]  tab.; 19 cm.
- Sienkiewicz, Henryk (1846-1916): Listy. T. 1, cz. 2, (Mścisław Godlewski - Władysław Jabłonowski) / Henryk Sienkiewicz; wstęp i biogramy adresatów napisał Julian Krzyżanowski; listy oprac. i opatrzyła przypisami Maria Bokszczanin, 1977, stron 554, [2], [32] tab.; 19 cm.
- Sienkiewicz, Henryk (1846-1916): Listy. T. 2, cz. 1, (Jadwiga i Edward Janczewscy) / Henryk Sienkiewicz; listy oprac., wstępem i przypisami opatrzyła Maria Bokszczanin; Warszawa, 1996, 643, [1], [85] tabl.; 19 cm.
- Sienkiewicz, Henryk (1846-1916): Listy. T. 2, cz. 2, (Jadwiga i Edward Janczewscy) / Henryk Sienkiewicz; listy oprac., wstępem i przypisami opatrzyła Maria Bokszczanin; Warszawa, 1996, stron 566, [1], [101] tabl.; 19 cm.
- Sienkiewicz, Henryk (1846-1916): Listy. T. 2, cz. 3, (Jadwiga i Edward Janczewscy) / Henryk Sienkiewicz; listy oprac., wstępem i przypisami opatrzyła Maria Bokszczanin; Warszawa, 1996, stron 666, [1], [41] tabl.; 19 cm.
- Słowacki, Juliusz (1809-1849): Liryki /Juliusz Słowacki; wybór i opracowanie Mariana Bizana i Pawła Hertza; Warszawa, 1959, stron 539 ; 18 cm.
- Staropolska poezja ziemiańska: antologia / opracowanie Janusz  Gruchała i Stanisław Grzeszczuk, Warszawa, 1988, stron 399, [1]; 21 cm.
- Staff, Leopold (1878-1957), Poezje zebrane. T. 1 / Wyd.3, 1980, stron 1146, [2]; 19 cm.
- Staff, Leopold (1878-1957), Poezje zebrane. T. 2 / Leopold Staff, Wyd.3, 1980, stron 1032, [2]; 19 cm.
- Teatr polskiego renesansu: antologia / oprac. Julian Lewański, Warszawa, 1988 690, [2]; 21 cm.
- Tasso, Torquato (1544-1595): Gofred abo Jeruzalem wyzwolona / Piotr Kochanowski [tł.], Torquato Tasso [aut.]; oprac. Stanisław Grzeszczuk; przypisy Romana Pollaka; Warszawa, 1968, stron 776 : err.; 18 cm.
- Tolstoj, Lev Nikolaevič (1828-1910): Wojna i pokój: powieść w czterech tomach. T. 1-2 / Lew Tołstoj; przeł. Andrzej Stawar; wstępem poprzedził Jarosław Iwaszkiewicz; Warszawa, 1961, stron 928, [3]; 18 cm.
- Tolstoj, Lev Nikolaevič (1828-1910): Wojna i pokój: powieść w czterech tomach. T. 3-4 / Lew Tołstoj; przeł. Andrzej Stawar; wstępem poprzedził Jarosław Iwaszkiewicz; Wyd. 3, Warszawa, 1961, stron 920, [4]; 18 cm.
- Zbiór poetów polskich XIX w. K 1-7 / ułożył i oprac. Paweł Hertz; Warszawa, 1959-1975, stron / 7 ksiąg; 19 cm.